# Kevin McCann
Kevin James McCann (Glasgow, 11 settembre 1987) è un ex calciatore scozzese, di ruolo difensore.

## Caratteristiche tecniche
Gioca da terzino.

## Palmarès

### Club

#### Competizioni nazionali
- Coppa di Lega scozzese: 1

Hibernian: 2006-2007